# デビカ
株式会社デビカは、愛知県名古屋市守山区小六町に本社を置く文具・事務用品製造メーカーである。

## 会社概要
- 2000年 - 設立。
- 2002年 - 東京支店/物流センター移転。
- 2010年 - 東京支店/商品企画室を東京都墨田区に移転。

小学生向けを中心とした文具・クラフト用品の「debika(デビカ)」と、主に家庭用品・事務用品の「DEBIKA(デビカ)」の２ブランドを持つ。

## 製品
- 学童用文具[鉛筆削り/お道具箱/防犯ブザー/定規/コンパス/はさみ/など]
- 幼児向け用品[なわとび/シャボン玉/風船など]
- クラフト用品[粘土クラフト“ハッピースイーツ”シリーズ/粘土及び用品など]
- 事務用品[リング型指サック“メクリボン”など紙めくり用品/ホワイトボード用品/マグネット製品など]